# کانن ئی‌اواس ۲۰دی
کانن ئی‌اواس ۲۰دی (به انگلیسی: Canon EOS 20D) یک دوربین عکاسی تک‌لنزی بازتابی ساخت شرکت کانن است.